# Rejon turuchański
Rejon turuchański (ros. Туруха́нский райо́н, Turuchanskij rajon) – rejon administracyjny i komunalny Kraju Krasnojarskiego w Rosji. Stolicą rejonu jest wieś Turuchańsk, której ludność stanowi 39% populacji rejonu Rejon został utworzony 7 czerwca 1928 roku.
Część rejonu zajmuje Środkowosyberyjski Rezerwat Biosfery.

## Położenie
Rejon ma powierzchnię 211 189 km² i znajduje się w zachodniej części Kraju Krasnojarskiego, granicząc na północny z rejonem tajmyrskim, na wschodzie z rejonem ewenkijskim, na południu z rejonem jenisejskim, a na zachodzie z obwodem tiumeńskim.

Przez rejon przepływa rzeka Jenisej oraz jej dopływy: Podkamienna Tunguzka, Dolna Tunguzka, Turuchan, Jełoguj oraz Kurejka.

## Ludność
W 1989 roku rejon ten liczył 15 598 mieszkańców, w 2002 roku 14 904, a w 2010 roku zaludnienie wzrosło do 15 884. Tubylczą ludnością są m.in. Ketowie.

## Podział administracyjny
Administracyjnie rejon posiada jedno miasto: Igarka (Игарка) oraz jedno osiedle typu miejskiego: Swietłogorsk (Светлогорск) oraz dzieli się na 5 sielsowietów.